# Tilburg
Tilburg (brabantsky: Tilbörg) je město na jihu Nizozemska v provincii Severní Brabantsko. Město zahrnuje vlastní Tilburg a obce Udenhout a Berkel-Enschot. Celková rozloha Tilburgu je přibližně 119 km². Obyvatelstvo rychle rostoucího města k 31. srpnu 2017 tvořilo 214 381 lidí, město je druhým největším v provincii a šestým největším v Nizozemsku.

## Poloha
Tilburg leží uprostřed provincie Severní Brabantsko, mezi městy Breda na západě a 's-Hertogenbosch a Eindhoven na východě. S nimi je spojeno jak dálnicemi a železnicí, tak i lodními kanály.

## Hospodářství a kultura
V Tilburgu je rozvinutý průmysl, mimo jiné chemický, výroba fotografických a kancelářských potřeb (Fuji), tiskárny a nachází se zde také velká jatka.
Nachází se zde Tilburská univerzita (Universiteit van Tilburg).

## Pamětihodnosti
Heuvelse kerk – významný novogotický kostel

## Sport
V Tilburgu sídlí tyto sportovní kluby:
- Willem II Tilburg, fotbalový klub, účastník Eredivisie
- hokejové kluby: Were Di Tilburg, TMHC Forward, TMHC Tilburg a Tilburg Trappers

## Osobnosti města
- Petr Donders (1809–1886), redemptorista, misionář a blahoslavený
- Guus Meeuwis (* 1972), zpěvák

## Partnerská města
- Lublin, Polsko
- Matagalpa, Nikaragua
- Subotica, Srbsko